# Biogéographie
 (janvier 2020).
La biogéographie est une branche à la croisée des sciences dites naturelles, de la géographie physique, de la pédologie, de l'écologie, de la bioclimatologie et de la biologie de l'évolution qui étudie la vie à la surface du globe par des analyses descriptives et explicatives de la répartition des êtres vivants, et plus particulièrement des communautés d'êtres vivants.
En effet, les êtres vivants s'organisent pour donner des paysages différents que l'on appelle « formations » (dénommées le plus souvent selon leurs profils ou les formations végétales les composant). Ce sont les formations végétales qui marquent le plus un paysage, le vivant végétal (appartenant à la biosphère), et qui a des interactions avec l'atmosphère, l'hydrosphère et la lithosphère (le substrat), le tout évoluant dans le temps.

## Domaines d'études
Étant donné le caractère interdisciplinaire de cette science, il existe de multiples classifications selon le cursus, l'époque et la nationalité de l'auteur :
La paléobiogéographie (ou « biogéographie paléontologique ») est l'étude de la biogéographie passée et de la répartition géographique des êtres vivants à l'échelle des temps géologiques. Cette science se nourrit des avancées de la paléogéographie (étude de la géographie des continents aux époques géologiques : but de la géologie historique) et des découvertes faites en paléontologie.
La biogéographie historique étudie de la répartition des taxons dans divers lieux du monde afin de découvrir quelles sont les relations mutuelles entre leurs distributions géographiques. La biogéographie historique peut être définie comme l’analyse des relations entre la structure et l’histoire des peuplements d’une part, et l’histoire géologique de la surface du globe, d’autre part.
La phytogéographie (ou « biogéographie botanique ») a pour objet l'étude de la répartition et des causes de la répartition des plantes ou des associations végétales sur la terre, s'appuyant généralement sur la phytosociologie et la végétation naturelle potentielle. L'approche est différente selon le niveau d'organisation auquel on s'intéresse. Par exemple, au niveau du globe entier, on ne prend en compte que les formations végétales, et au niveau de l'Europe, on pourra ne s'intéresser qu'aux fagacées comme le hêtre.
La zoogéographie (ou « biogéographie zoologique ») étudie la répartition et des causes de la répartition des animaux sur la terre. Cette science est plus ancienne car Buffon s'est intéressé très tôt à cette question pour expliquer l'organisation actuelle de la biosphère en biomes.

## Évolution de la biogéographie
Le développement d'une discipline scientifique passe généralement par trois ou quatre phases, que l'on retrouve dans la biogéographie.
La première phase est descriptive. Dès la fin du XVIIIe siècle, l'un des premiers essais sur la géographie du vivant fut proposé par Buffon, mais c'est au XIXe siècle que naquit vraiment la biogéographie comme discipline scientifique. Les précurseurs de la biogéographie sont les explorateurs des XVIIIe siècle et XIXe siècles, parmi lesquels Augustin Pyrame de Candolle (1778-1841), Alexander von Humboldt (1769-1859), Aimé Bonpland (1773-1858), Alfred Russel Wallace (1823-1913), Charles Darwin (1809-1882), Thomas Henry Huxley (1825-1895), Philip Lutley Sclater (1829-1913), Adolf Engler (1844-1930). En France la biogéographie connaît un destin assez lié à celle de la phytosociologie, aussi retrouve-t-on des grands noms communs aux deux disciplines comme Henri Gaussen (1891-1981) et Paul Rey (1918-2016), etc.
La phase suivante cherche à comprendre l'histoire des faunes (celle des flores demeurant alors en suspens),  donc leur évolution. Cette recherche a été amorcée de manière essentiellement narrative cependant par Darwin, Wallace et Huxley, mais ce sont Joy Tivy, René Jeannel et Ernst Mayr qui ajoutent cette dimension temporelle en analysant l'origine, la différenciation, le développement et la mise en place des flores et des faunes, en relation avec la dérive des continents, l'évolution des climats et l'histoire spatio-temporelle des milieux.
L'étape suivante à laquelle sont associés les noms de George Evelyn Hutchinson (1903-1991), Robert MacArthur (1930-1972) et Edward Osborne Wilson (1929-2021) est l'approche hypothético-déductive prévoyant les distributions des organismes et les processus impliqués à partir d'hypothèses, puis à vérifier sur le terrain les prédictions de ces hypothèses. Cette biogéographie prédictive s'efforce d'expliquer des mécanismes fondamentaux tels que l'immigration, la colonisation, l'extinction, la structuration et le renouvellement des peuplements. Un exemple de cette démarche est la théorie de l'équilibre dynamique des peuplements insulaires de McArthur et Wilson (1963 et 1967). 
Longtemps, la tendance des biogéographes a été de vouloir décrire la répartition spatiale des êtres vivants dans une Terre vierge de toute influence anthropique. Ce fut notamment l'approche de Pierre Birot dans Les formations végétales du globe. Mais cette approche est aujourd'hui remise en cause. Le concept de climax est contestable du point de vue naturaliste, et les forêts actuelles ne sont pas compréhensibles sans tenir compte des héritages de la reconquête glaciaire : certains sites des Alpes auraient potentiellement une hêtraie mais n'en présentent pas car le hêtre ne s'y est pas implanté depuis ses refuges glaciaires. L'étude de l'influence anthropique sur la répartition des espèces a été renforcé avec ce changement de paradigmes, notamment grâce aux études de biogéographie historique : impossible de comprendre la biogéographie de la France sans son histoire rurale, par exemple, étant donné que l'espace primaire le plus proche de la France est la forêt de Bialovèse en Pologne et en Biélorussie ! 
La quatrième phase est la biogéographie expérimentale qui consiste à tester des hypothèses sur certains des mécanismes étudiés par la biogéographie prédictive : créer artificiellement des milieux nouveaux, fragmenter des espaces, ériger ou supprimer expérimentalement des barrières à la colonisation, manipuler des nombres d'espèces sur des espaces restreints, faire des substitutions d'espèces, etc.
Ces dernières années, les études génétiques effectuées sur des marqueurs neutres des génomes à hérédité monoparentale ont permis de retracer des routes de migrations des grandes familles d'arbres au Quaternaire. Ces approches de phylogénétique couplées avec des approches de paléontologie (fossiles, données palynologiques et anthracologiques) sont d'une puissance inégalée jusqu'à présent. Les progrès sont constants dans la description des trajets des espèces, le rôle des événements historiques ont un poids que l'on ne cesse de revoir à la hausse pour expliquer la physionomie des paysages actuels.
Le travail de cartographie des régions biogéographiques n'est pas achevé et continue à évoluer, notamment concernant les aspects sous-marins et parce que les modifications climatiques peuvent modifier certains facteurs écologiques.